# 49
Aquesta pàgina és per a l'any. Per al nombre, vegeu quaranta-nou.

## Esdeveniments

### Llocs

#### Temàtiques
- L'emperador Claudi es casa amb la seva neboda Agripina el Jove (data aproximada).
- Melankomas és el campió de boxa en els Jocs Olímpics 207..
- Probable data de l'expulsió dels jueus de Roma.
- Agripina el Jove Octavia càrrecs del primer nuvi Lucius Junius Silanus torquatus amb l'incest. Que sigui portat davant el Senat i condemnat a mort.
- A la Gran Bretanya, governador Publi Ostori Escapula escàpula funda una colònia romana de veterans a Camulodunum (Colchester).
- Sèneca es converteix en tutor de Neró.

### Temàtiques

#### Religió
- La carta de Sant Pau: Epístola als gàlates, és redactada.

## Necrològiques
- Ma Yuan, general de la dinastia Han.